# Agios Theodoros/Çayırova
 Der er for få eller ingen kildehenvisninger i denne artikel, hvilket er et problem. Du kan hjælpe ved at angive troværdige kilder til de påstande, som fremføres i artiklen.

Agios Theodoros (græsk: Αγίος Θεοδώρος, tyrkisk: Çayırova) er en landsby på Karpas-halvøen i Famagusta-distriktet i den Tyrkiske Republik Nordcypern.
Inbyggertallet var 430 i 2006.
35°21′59″N 34°01′46″Ø / 35.36626207°N 34.02942606°Ø